# Phorcus sauciatus
Phorcus sauciatus là một loài ốc biển, là động vật thân mềm chân bụng sống ở biển thuộc họ Trochidae, họ ốc đụn.

## Miêu tả
Loài này có kích thước giữa 11 mm and 27 mm

## Phân bố
Loài này phân bố ở the Atlantic Ocean along the Canaries.

## Hình ảnh

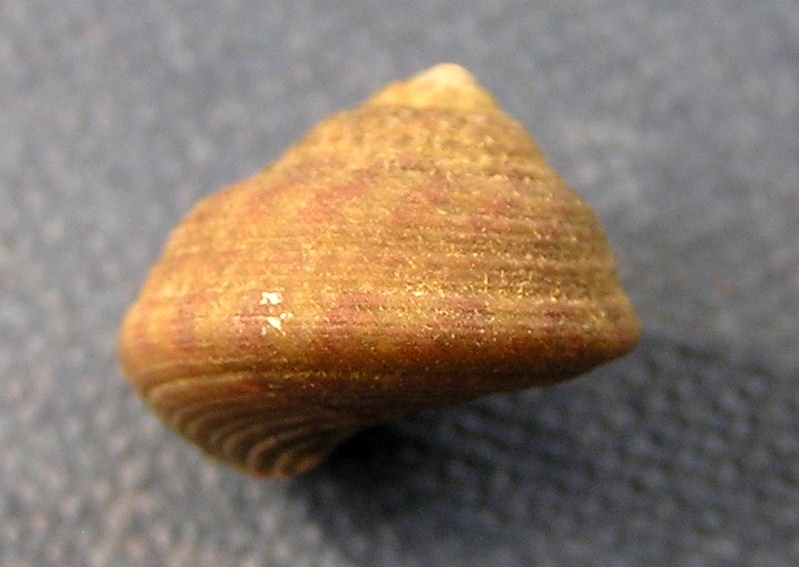
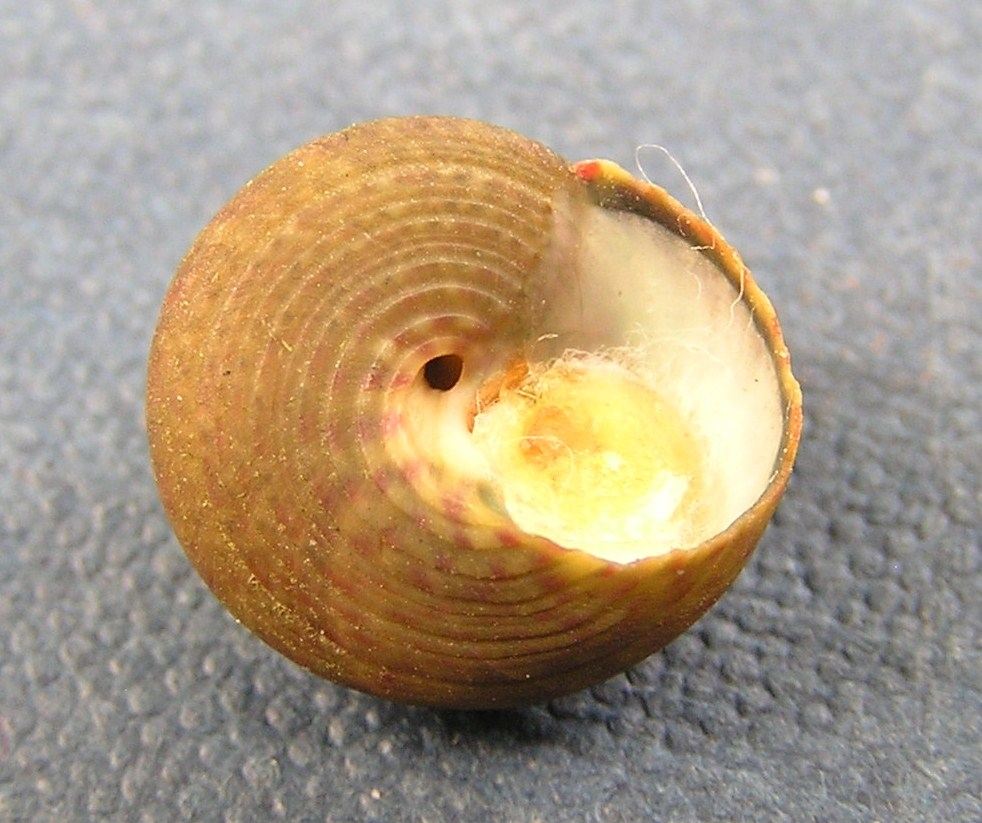
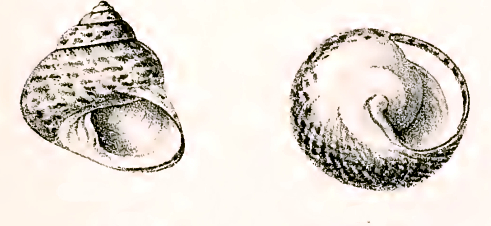
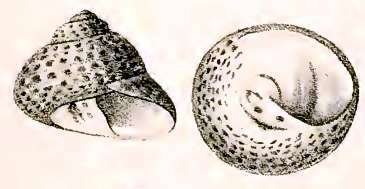